# Vologda
Vologda (tiếng Nga: Вологда), là một thành phố của Nga thành lập năm 1147. Đây là một trung tâm hành chính, văn hóa và khoa học của tỉnh Vologda, nằm trên sông Vologda. Thành phố này là một nút giao thông chính của vùng Tây Bắc của Nga. Vologda là một trong những thành phố của Nga sở hữu nhiều di sản có giá trị lịch sử. Hiện thành phố có 224 di tích lịch sử, kiến trúc, văn hoá.

## Khí hậu
Vologda có khí hậu lục địa ẩm (phân loại khí hậu Köppen Dfb).
| Dữ liệu khí hậu của Vologda             | Dữ liệu khí hậu của Vologda | Dữ liệu khí hậu của Vologda | Dữ liệu khí hậu của Vologda | Dữ liệu khí hậu của Vologda | Dữ liệu khí hậu của Vologda | Dữ liệu khí hậu của Vologda | Dữ liệu khí hậu của Vologda | Dữ liệu khí hậu của Vologda | Dữ liệu khí hậu của Vologda | Dữ liệu khí hậu của Vologda | Dữ liệu khí hậu của Vologda | Dữ liệu khí hậu của Vologda | Dữ liệu khí hậu của Vologda |
| Tháng                                   | 1                           | 2                           | 3                           | 4                           | 5                           | 6                           | 7                           | 8                           | 9                           | 10                          | 11                          | 12                          | Năm                         |
| --------------------------------------- | --------------------------- | --------------------------- | --------------------------- | --------------------------- | --------------------------- | --------------------------- | --------------------------- | --------------------------- | --------------------------- | --------------------------- | --------------------------- | --------------------------- | --------------------------- |
| Cao kỉ lục °C (°F)                      | 5.3 (41.5)                  | 5.6 (42.1)                  | 16.4 (61.5)                 | 26.8 (80.2)                 | 30.6 (87.1)                 | 33.1 (91.6)                 | 34.5 (94.1)                 | 36.4 (97.5)                 | 28.8 (83.8)                 | 22.8 (73.0)                 | 13.3 (55.9)                 | 8.5 (47.3)                  | 36.4 (97.5)                 |
| Trung bình ngày tối đa °C (°F)          | −7.2 (19.0)                 | −6.0 (21.2)                 | 0.5 (32.9)                  | 9.0 (48.2)                  | 16.9 (62.4)                 | 20.9 (69.6)                 | 23.4 (74.1)                 | 20.3 (68.5)                 | 14.0 (57.2)                 | 6.7 (44.1)                  | −1.4 (29.5)                 | −5.4 (22.3)                 | 7.6 (45.7)                  |
| Trung bình ngày °C (°F)                 | −10.7 (12.7)                | −10.0 (14.0)                | −4.0 (24.8)                 | 3.5 (38.3)                  | 10.6 (51.1)                 | 15.1 (59.2)                 | 17.6 (63.7)                 | 14.7 (58.5)                 | 9.3 (48.7)                  | 3.4 (38.1)                  | −3.9 (25.0)                 | −8.4 (16.9)                 | 3.1 (37.6)                  |
| Tối thiểu trung bình ngày °C (°F)       | −14.5 (5.9)                 | −13.9 (7.0)                 | −8.2 (17.2)                 | −1.0 (30.2)                 | 4.8 (40.6)                  | 9.5 (49.1)                  | 12.0 (53.6)                 | 9.8 (49.6)                  | 5.5 (41.9)                  | 0.6 (33.1)                  | −6.5 (20.3)                 | −11.7 (10.9)                | −1.1 (30.0)                 |
| Thấp kỉ lục °C (°F)                     | −47.1 (−52.8)               | −43.2 (−45.8)               | −34.6 (−30.3)               | −25.6 (−14.1)               | −9.1 (15.6)                 | −3.1 (26.4)                 | 1.2 (34.2)                  | −1.4 (29.5)                 | −8.6 (16.5)                 | −19.6 (−3.3)                | −32.8 (−27.0)               | −45.2 (−49.4)               | −47.1 (−52.8)               |
| Lượng Giáng thủy trung bình mm (inches) | 35 (1.4)                    | 28 (1.1)                    | 26 (1.0)                    | 31 (1.2)                    | 41 (1.6)                    | 67 (2.6)                    | 74 (2.9)                    | 76 (3.0)                    | 57 (2.2)                    | 50 (2.0)                    | 42 (1.7)                    | 38 (1.5)                    | 565 (22.2)                  |
| Lượng tuyết rơi trung bình cm (inches)  | 28 (11)                     | 38 (15)                     | 36 (14)                     | 5 (2.0)                     | 0 (0)                       | 0 (0)                       | 0 (0)                       | 0 (0)                       | 0 (0)                       | 1 (0.4)                     | 6 (2.4)                     | 18 (7.1)                    | 132 (51.9)                  |
| Số ngày tuyết rơi trung bình            | 23                          | 19                          | 13                          | 3                           | 1                           | 0                           | 0                           | 0                           | 0.1                         | 4                           | 15                          | 22                          | 100.1                       |
| Độ ẩm tương đối trung bình (%)          | 86                          | 83                          | 78                          | 71                          | 65                          | 73                          | 76                          | 81                          | 84                          | 87                          | 88                          | 87                          | 80                          |
| Số giờ nắng trung bình tháng            | 24.8                        | 57.4                        | 117.8                       | 199.5                       | 268.2                       | 280.5                       | 283.7                       | 224.8                       | 133.5                       | 63.6                        | 30.0                        | 14.0                        | 1.697,8                     |
| Nguồn: Pogoda.ru.net                    |                             |                             |                             |                             |                             |                             |                             |                             |                             |                             |                             |                             |                             |